# Walter Zinn
Pour les articles homonymes, voir Zinn.
Walter Henry Zinn (né le 10 décembre 1906 - mort le 14 février 2000) est un physicien nucléaire américain d'origine canadienne. Il est le premier directeur du Argonne National Laboratory, poste qu'il occupe de 1946 à 1956. Il travaille également au Metallurgical Laboratory au cours de la Seconde Guerre mondiale dans le cadre du projet Manhattan.
On lui attribue la première réaction en chaîne auto-régulatrice, qu'il obtient en retirant la barre de contrôle de la Chicago Pile-1 le 2 décembre 1942. À Argonne, il conçoit et construit plusieurs nouveaux réacteurs dont l'Experimental Breeder Reactor I, premier réacteur nucléaire à produire de l'électricité mis en service le 20 décembre 1951.

## Jeunesse, formation et début de carrière
Walter Henry Zinn naît à Berlin (Ontario) (désormais Kitchener) le 10 décembre 1906. Il est le fils de John Zinn, travailleur dans une usine de pneus, et de Maria Anna Stoskopf. Il a un frère aîné, Albert, qui devient également un ouvrier.
Zinn fréquente l'université Queen's, où il obtient, en 1927, un baccalauréat universitaire ès lettres en mathématiques. En 1930, il obtient une maîtrise universitaire ès lettres de la même université. C'est à cette époque qu'il rencontre Jennie A. (Jean) Smith. Le couple se marie en 1933 et aura deux fils.
Par la suite, il fréquente l'université Columbia, où il étudie la physique. Sa thèse, intitulée Two-crystal study of the structure and width of K X-ray absorption limits, sera publiée par la revue Physical Review,.
Zinn enseigne à l'université Queen's de 1927 à 1928, puis à Columbia de 1931 à 1932. Il devient instructeur pour le City College of New York en 1932.
En 1938, Zinn est naturalisé américain.

## Projet Manhattan
En 1939, les Pupin Physics Laboratories (en) de Columbia, où travaille Zinn, font de la recherche intensive sur les propriétés de l'uranium ainsi que sur la fission nucléaire découverte récemment par Lise Meitner, Otto Hahn et Fritz Strassmann. Les scientifiques sont particulièrement intéressés à savoir s'il est possible d'initier une réaction en chaîne.
Une équipe composée de Walter Zinn, Enrico Fermi, Herbert L. Anderson (en), John R. Dunning (en) et Leó Szilárd tente de découvrir si l'uranium 238 fissionne à l'aide de neutrons à basse vitesse, comme le croit Fermi, où si c'est seulement le cas de l'uranium 235, comme le prétend Niels Bohr. La recherche est également justifiée par le fait que les chercheurs n'ont pas accès à de l'uranium 235, ce qui amène Fermi à choisir de prendre de l'uranium naturel. Pour établir une réaction en chaîne, il doit y avoir plus d'un neutron créé par fission. En mars 1939, l'équipe qu'il doit y en avoir à peu près 2 par fission.
À ce moment, Zinn commence à travailler pour Fermi, construisant des réseaux d'uranium (en). Un modérateur doit être créé afin de ralentir les neutrons. Pour ce faire, l'eau est le premier choix de Fermi. Cependant, cette dernière absorbe autant les neutrons qu'elle les ralentit. En juillet, Szilard propose d'utiliser du carbone sous forme de graphite.
Le rayon critique d'un réacteur sphérique est donné par la relation suivante:
{\displaystyle R_{crit}=-{\frac {\pi M}{\sqrt {k-1}}}}
Afin de créer une réaction en chaîne qui s'entretient d'elle-même, la valeur de {\displaystyle k} doit être plus grande que 1({\displaystyle k>1}). En pratique, elle doit être d'une valeur au moins 3 à 4 % supérieure. Les premières valeurs obtenues par Zinn en août 1941 sont de 0,87. Fermi base alors ses espoirs d'obtenir de meilleurs résultats en établissant une nouvelle configuration et en obtenant de l'uranium et du graphite plus purs.
Au début de l'année 1942, avec l'entrée en guerre des États-Unis, Arthur Compton amène les différentes équipes du projet Manhattan à travailler avec le plutonium au Metallurgical Laboratory de l'université de Chicago. Zinn utilise les installations abandonnées du Stagg Field (en) afin de construire les configurations toujours plus grandes imaginées par Fermi. En juillet, Fermi obtient k = 1,007 à partir de réseaux d'oxyde d'uranium. Cela donne confiance aux chercheurs qu'un montage fait d'uranium pur pourra obtenir une valeur de k appropriée.
En décembre, Zinn et Anderson ont terminé une nouvelle configuration au Stagg Field. D'une envergure de 7 m de long par 7 m de large pour 6 m de haut, elle contient 392 t de graphite et 47 t d'un mélange d'uranium métallique et d'oxyde d'uranium. La configuration est testée l'après-midi du 2 décembre et le réacteur, connu sous le nom de Chicago Pile-1, fonctionne sans incident. Le réacteur n'ayant pas de radioprotection, on limite sa puissance à environ 200 watts (W) et maintient son activité pendant 3 mois. Il est arrêté le 28 février 1943, l'armée voulant éviter les risques d'accidents près d'une zone fortement peuplée.
L'armée achète 405 ha des Cook County Forest Preserves (en) et formera le Site A/Plot M, où travaillera une centaine de personnes. Zinn, sous la direction de Fermi, est responsable du site.
Chicago Pile-1 est démonté et reconstruit sur le site, cette fois avec un bouclier radioprotecteur. Désormais désigné par le nom de Chicago Pile-2, le réacteur est à nouveau opérationnel le 20 mars 1943. En quelques mois, Fermi conçoit un nouveau réacteur, la Chicago Pile-3. Très différent des deux premiers, le réacteur est beaucoup plus petit (2 m de diamètre par 3 m de haut) et possède 120 barres d'uranium, modérées par 4 500 L d'eau lourde. Zinn est à nouveau chargé de la construction, qui débute le 1er janvier 1944.
Chicago Pile-3 est opérationnel le 15 mai et commence ses opérations le 23 juin, opérant à une puissance maximale de 300 kW,. Lorsque Fermi quitte pour le complexe nucléaire de Hanford, Zinn est la seule personne responsable du site.
Le 29 septembre reçoit un appel d'urgence de Samuel Allison, directeur du Metallurgical Laboratory. Le Réacteur B d'Hanford s'est éteint peu de temps après avoir atteint sa puissance maximale, pour revenir en état de marche quelques heures plus tard. Norman Hilberry (en) suspecte la présence d'un poison à neutrons. Zinn amène rapidement Chicago Pile-3 à pleine puissance afin d'effectuer une série de mesures. En une demi-journée, il confirme les résultats d'Hanford.
Au cours des mois suivants, environ 175 techniciens sont transférés du Metallurgical Laboratory à Hanford et Los Alamos. L'équipe de Zinn est fortement réduite, mais Compton n'encourage pas la fermeture du site.